# El Tambo (ort i Colombia, Cauca, lat 2,45, long -76,81)
El Tambo är en ort i Colombia.   Den ligger i departementet Cauca, i den västra delen av landet, 400 km sydväst om huvudstaden Bogotá. El Tambo ligger 1 719 meter över havet och antalet invånare är 6 355.
Terrängen runt El Tambo är kuperad åt sydväst, men åt nordost är den platt. Runt El Tambo är det ganska tätbefolkat, med 222 invånare per kvadratkilometer. Närmaste större samhälle är Villa Rica, 7,4 km nordväst om El Tambo. I omgivningarna runt El Tambo växer i huvudsak städsegrön lövskog.